# Anders Lindström (ishockeyspelare)
Anders Lindström, född 5 februari 1966 i Timrå, är en svensk före detta professionell ishockeyspelare. Han spelade för Timrå IK i Division 1 åren 1984 till 1990.